# إقليم مارلبورو
إقليم مارلبورو (بالإنجليزية: Marlborough Region)‏ هو أقليم في نيوزيلندا، عاصمته بلنهيم، تبلغ مساحته 12٬484 كيلومتر مربع.

## الموقع
يشترك في الحدود مع:
- إقليم ويلينغتون
- مقاطعة تاسمان
- نيلسون
- كانتربيري - نيوزلندا.

## أعلام
- لين مورهاوس
- غوردون بيل
- لورانس جاكسون
- إلين دوغرتي